# St. Johannes der Täufer (Hofgiebing)

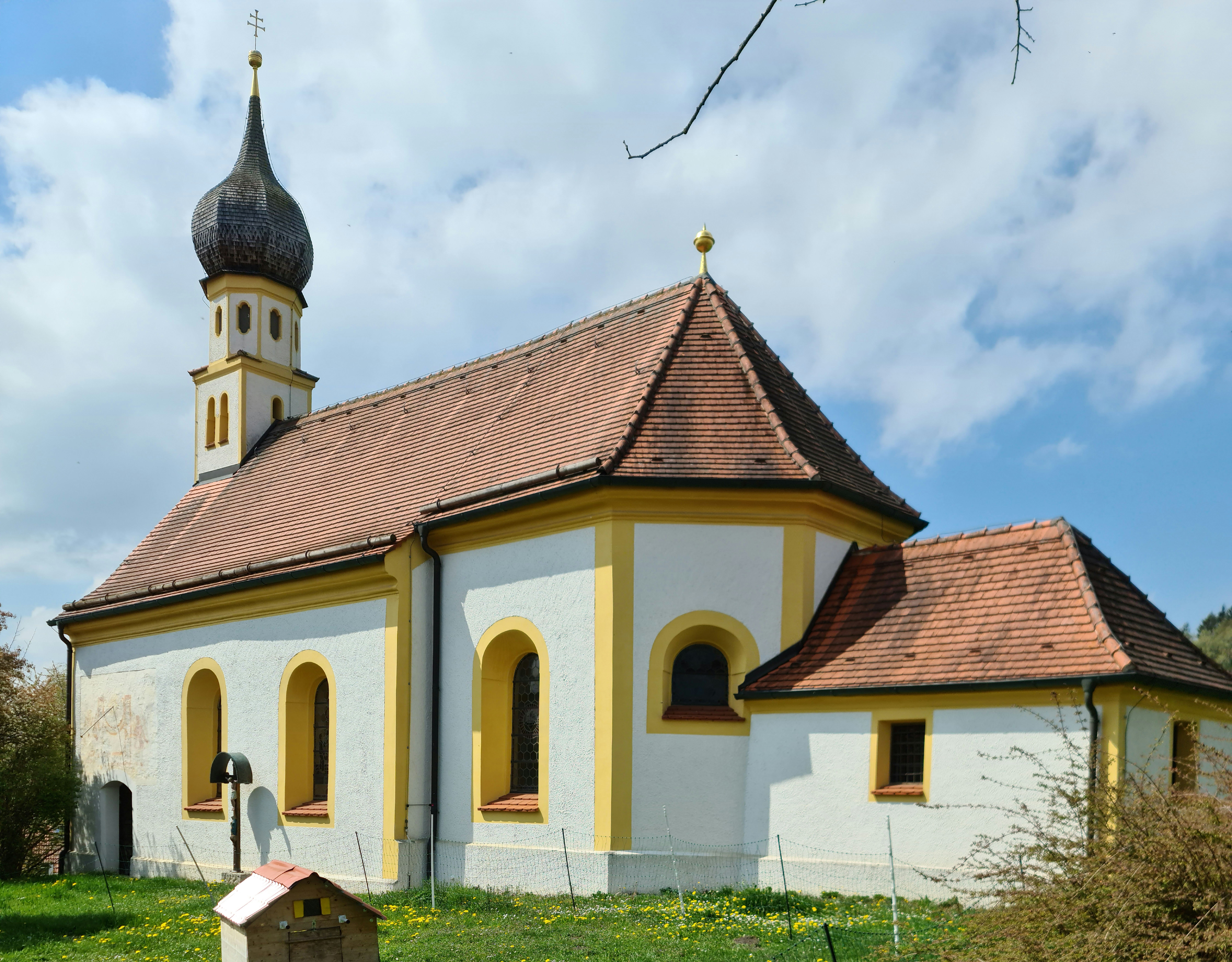
Ehemalige Schlosskapelle St. Johannes der Täufer in Hofgiebing

Die römisch-katholische Filialkirche St. Johannes der Täufer in Hofgiebing, einem Gemeindeteil von Obertaufkirchen im oberbayerischen Landkreis Mühldorf, steht unter Denkmalschutz. Die barockisierte Saalkirche aus spätgotischer Zeit gehört zum Pfarrverband Obertaufkirchen-Schwindegg-Oberornau. Der Sakralbau, ehemals die Kapelle des 1849 abgebrochenen Hofmarkschlosses Hofgiebing, ist ein Rokoko-Kleinod.

## Geschichte

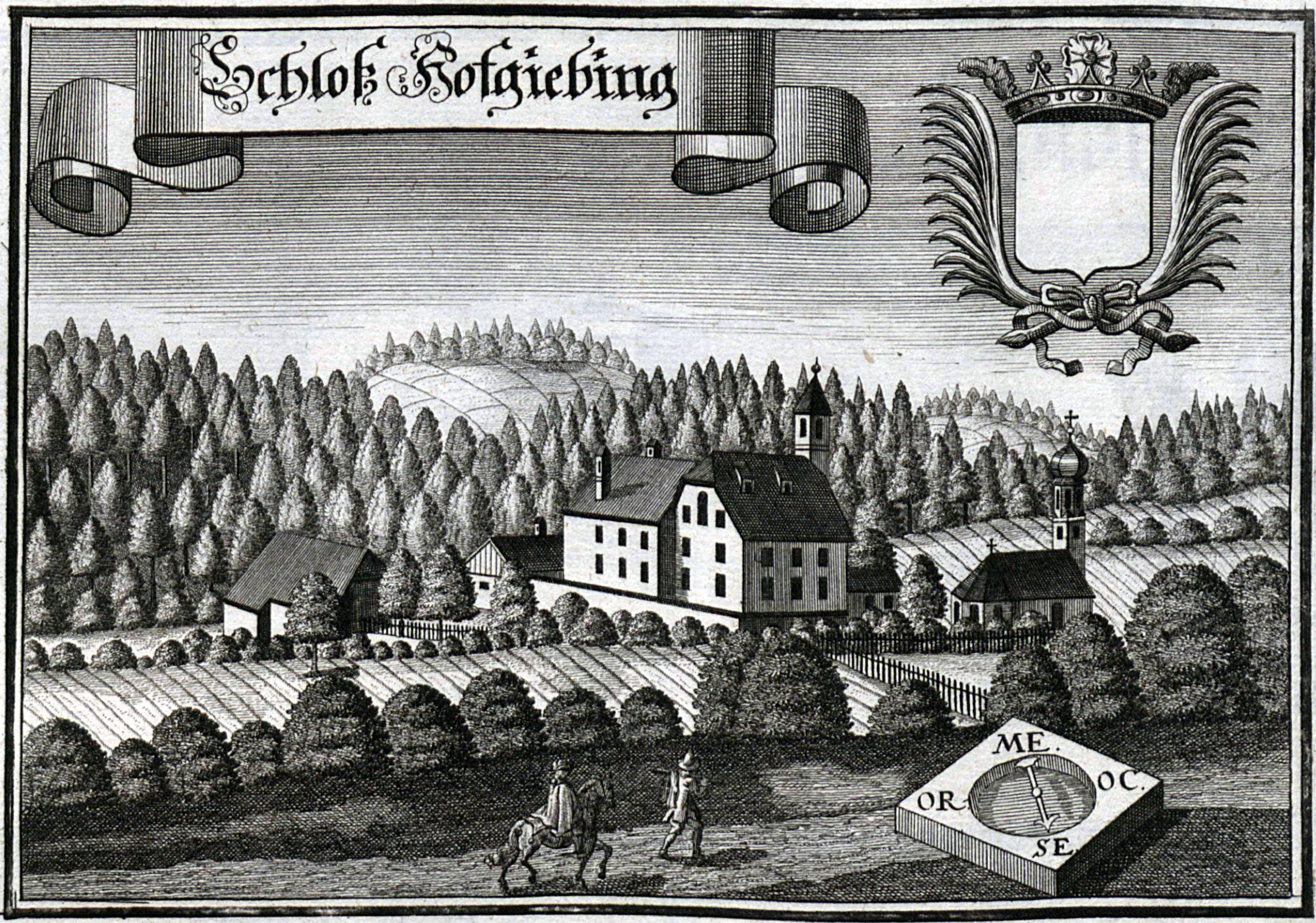
Schloss Hofgiebing, Kupferstich von Michael Wening (um 1710)

Errichtet wurde der heutige Bau im 15. Jahrhundert unter den Schlossherren aus der edelfreien Familie der Giebinger, die 1505 ausstarb. Vermutlich hatte der Sakralbau einen romanischen Vorgänger, da der Adelssitz seit 1285 belegt ist. Nach mehrmaligem Besitzerwechsel kam das Anwesen 1621 anteilig an Friedrich von Hörwarth und in Folge 1655 durch Heirat an den in Schwindegg begüterten Zweig der Fugger. Anteiliger Mitbesitzer war der Jurist Dr. Christian Gobel (1590–1658), herzoglich bayerischer Rentmeister und später Geheimrat und Landrichter der Grafschaft Haag, der mit der Hofmark Hofgiebing belehnt wurde und 1628 von Kaiser Ferdinand II. eine Bestätigung des rittermäßigen Reichsadels als „Gobel auf Hofgiebing“ erhielt. 1766 wurde die Familie in den kurbayerischen Freiherrnstand erhoben und vermutlich um 1768 wurde die Kirche unter dem Baumeister Johann Philipp Wagner im Rokokostil umgestaltet. Dabei erhielt der Dachreiter seine heutige Gestalt und die wohl schon um 1600 vergrößerten Fenster wurden erneut verändert. 

Innenansicht mit Blick zum Chor

Zu Anfang des 19. Jahrhunderts wurde das kleine Renaissanceschloss verkauft. Nach der Verwaltungs- und Gerichtsneuorganisation und dem Ende der Hofmarken im Revolutionsjahr 1848 wurde das Schloss 1849 abgetragen; die letzten Reste wurden 1969 beim Straßenbau beseitigt. Ab wann die Schlosskapelle die Funktion als Filialkirche der Pfarrei Oberornau erhielt, ist nicht gesichert. Bei einer Renovierung im Jahr 1932 wurde das Deckengemälde im Langhaus, das 1902 übermalt wurde, aufgedeckt und wiederhergestellt.

## Beschreibung

Hochaltar

Das 17 Meter lange Gotteshaus (mit Sakristei 22 m) besitzt ein dreijochiges Langhaus, auf dessen Westgiebel ein zwiebelbekrönter Dachreiter sitzt, und einen schwach eingezogenen einjochigen Chor mit Dreiachtelschluss. Über dem Südportal befindet sich eine gemalte, von Engeln umrahmte Sonnenuhr aus der Zeit um 1600. Das Innere ist geprägt von der spätbarocken Umgestaltung von 1768. Dabei wurden auch die gotischen Rippen von den Stichkappengewölben abgeschlagen. Diese sind mit Fresken und sehr dekorativem Stuck verziert. Besonders wirkungsvoll ist die von zwei Engeln gehaltene Stuck-Draperie am Chorbogen mit einer zentralen Stuckkartusche. Die Chronogramm-Inschrift in der Kartusche gibt das Jahr der Umgestaltung an: „AD FONTEM SALVTIS / TVÆ VENI, / ST. IOAÑS, PECCATOR.“ (Zum Quell deines Heils bin ich gekommen, Heiliger Johannes, als Sünder.) Der lateinische Text enthält die Zahlzeichen MDCCLVVVIII für 1768.

Die Muttergottesfigur aus der Renaissancezeit

Im Mittelschrein des Rokoko-Hochaltars stehen die Skulpturen der Heiligen Johannes der Täufer und Johannes Evangelist, assistiert jeweils außerhalb der Doppelsäulen von den Heiligen Augustinus und Rupert. Im Tabernakel befindet sich eine winzige Marienfigur von guter Qualität. Der Altarauszug zeigt eine von Engeln und Putten umrahmte Darstellung der Heiligen Dreifaltigkeit.
Seitlich am Chorbogen stehen auf mensa-artig gestalteten Konsolen die Skulpturen einer Muttergottes (spätes 16. Jahrhundert) und des Heiligen Josef mit dem Jesuskind. Die Konsolfiguren an den Wandpfeilern zeigen den hl. Vitus und eine Schutzengelgruppe, sowie wohl neubarocke Skulpturen der Heiligen Franziskus und Florian. Die geschwungene Empore wird zentral in einer Rocailleumrahmung von stuckierten musizierenden Putten verziert. Links und rechts davon stehen die Bauernheiligen Isidor und Wendelin. Ein kleines Gemälde in aufwendig dekoriertem, silber- und goldfarbenem Rahmen auf einer Konsole unter der Empore stellt Christus mit Hostie und Patene als eucharistischen Heiland bzw. als Sinnbild der Eucharistie dar. Die Inschrift „Heiligstes Herz Jesu (...)“ auf der nicht zugehörigen Konsole ist irreführend.

Chorbogen
Detail der Empore

### Deckenfresken

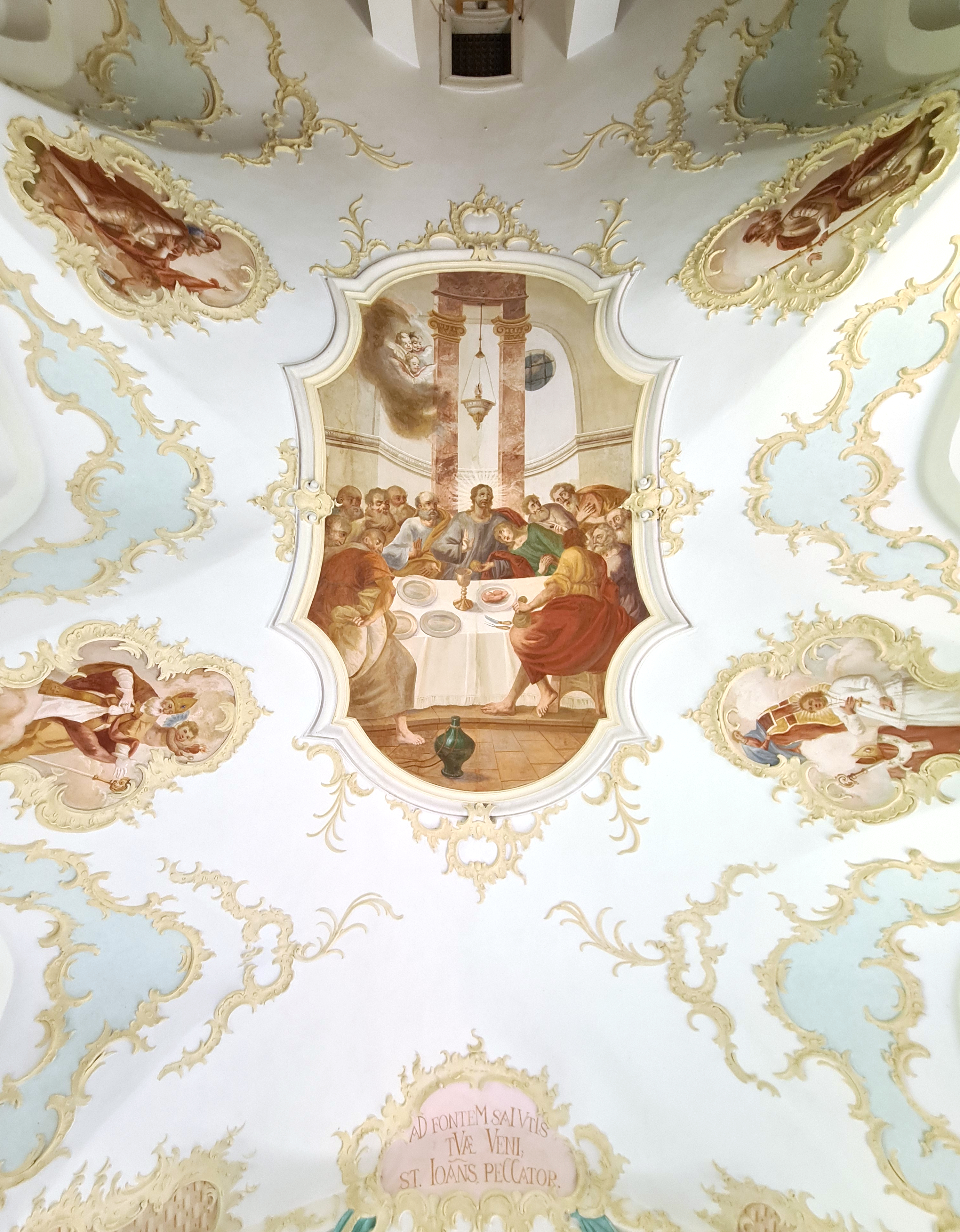
Das stuck- und freskenverzierte Langhausgewölbe

Die von reichen Stuckrocaillen umrahmten Deckenfresken zeigen im Langhaus Das letzte Abendmahl und im Chor Die Taufe Christi durch Johannes den Täufer, jeweils von Johann Michael Singer im Jahr 1768 ausgeführt. 
Das Langhausfresko trug die Malersignatur „F. Hanns Singer pinx.“, die heute auf Johann Michael Singer bezogen wird. Geburts- und Todesjahr des Malers sind unbekannt. Er stammte aus Kissingen, war in Hofgiebing (1768), Winhöring (vor 1777, Ausmalung nicht erhalten), Wolnzach, Waal (1780, heute stark übermalt) und Fahlenbach (Ölgemälde, 1788) tätig. 1777 war er verwitwet und heiratete erneut, danach lebte er in Markt Reichertshofen. Als Maler war er stark von Martin Heigl beeinflusst. Die Malereien in Hofgeising „sind ungeschickt ausgeführt und lassen auf wenig Routine schließen“.

Fresko Das letzte Abendmahl
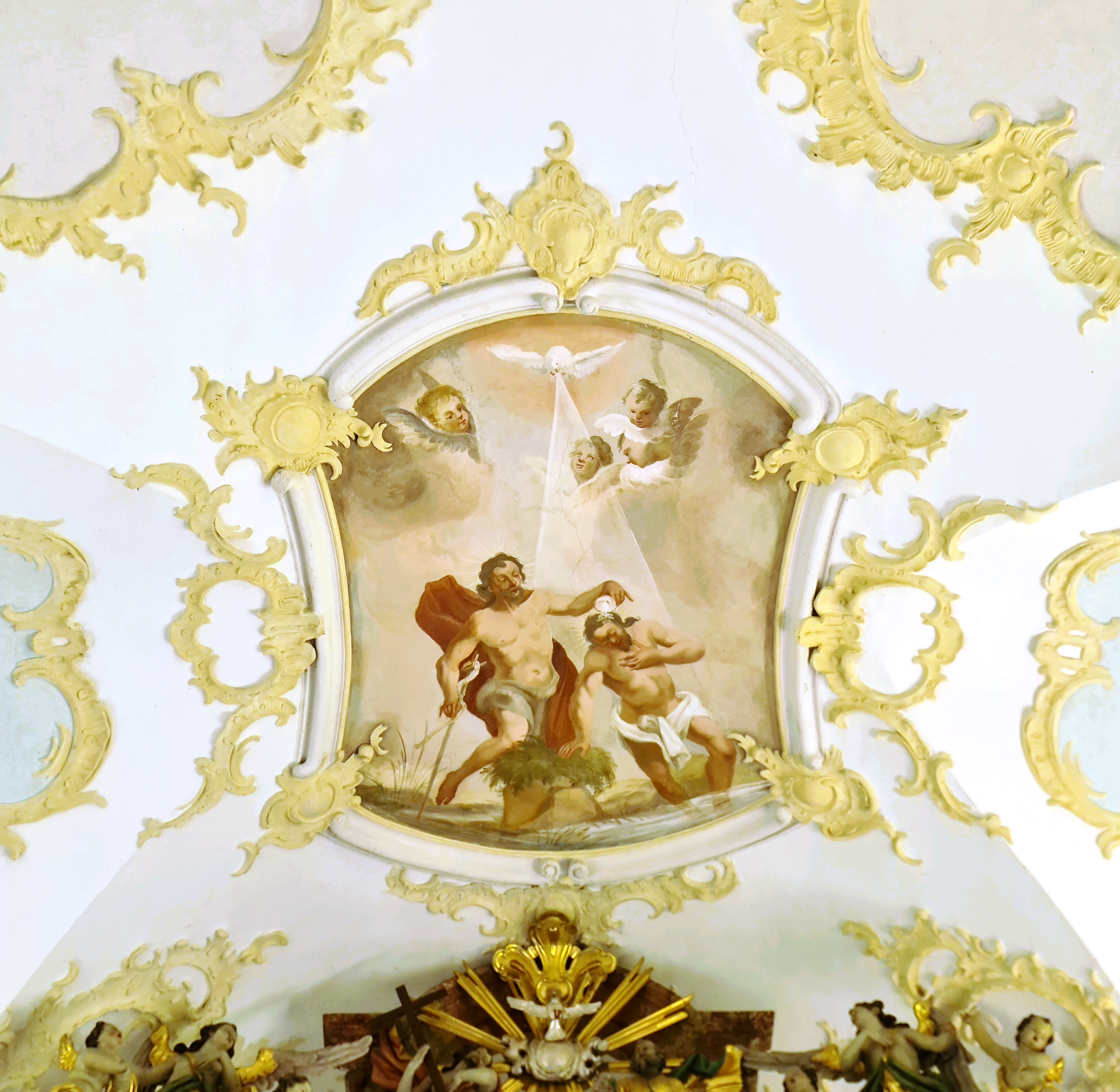
Fresko Taufe Christi